# Renée Saint-Cyr
Renée Saint-Cyr (Beausoleil, 16 november 1904 – Neuilly-sur-Seine, 11 juli 2004) was een Franse actrice. Ze verscheen in een zestigtal films over een periode van zestig jaar. Ze was daarnaast ook actief op de planken en af en toe op het kleine scherm.

## Leven en werk

### Afkomst, opleiding en eerste stappen
Saint-Cyr werd geboren als de dochter van Marguerite Vittoret, een sopraanzangeres aan de Opera van Marseille. Het lag dan ook voor de hand dat zij zangles volgde aan het conservatorium van Marseille waar ze een eerste prijs behaalde. Ze kreeg er ook onderricht in dramatische kunst.
Aan het begin van de jaren dertig vestigde ze zich in Parijs waar ze in 1933 als filmactrice debuteerde in Les Deux Orphelines, een melodrama van veteraan Maurice Tourneur waarin ze de titelrol deelde met Rosine Deréan. Datzelfde jaar werd ze door Tourneurs zoon, filmregisseur Jacques Tourneur, eveneens gecast: in de komedie Toto, naast de toenmalige populaire jeune premier Albert Préjean. Nog datzelfde jaar was ze te zien naast Fernandel in de komedie D'amour et d'eau fraîche. Dit trio was de voorbode van een druk decennium vol hoofdrollen voor Saint-Cyr.

### 1934-1943: heel druk decennium
In tien jaar tijd verleende Saint-Cyr haar medewerking aan een dertigtal films, hoofdzakelijk populaire komedies. Vermeldenswaardig waren:
- de komedie Le Dernier Milliardaire (1934), een bijtende satire op de dictatuur van René Clair.
- de tragikomedie L'École des cocottes (1935) waarin ze een voormalig naïef en arm naaistertje vertolkte dat een vrouw van lichte zeden wordt en vlug beseft dat dit niet leidt tot meer geluk.
- de komedie Arlette et ses papas (1934) en de spionagekomedie Les Loups entre eux (1936) waarin ze twee keer de affiche deelde met Jules Berry.
- de komedie Rose scarlatte (1940), het filmdebuut van Vittorio De Sica waarin ze zijn echtgenote vertolkte.
- het succesvol historisch drama La Symphonie fantastique (1943) waarin Christian-Jaque haar de rol gaf van de tweede vrouw van Hector Berlioz.
- het succesrijk drama Pierre et Jean (1943), naar de gelijknamige roman van Guy de Maupassant waarin ze ongelukkig getrouwd is met een oudere man en zich laat verleiden door de jonge dokter die haar zoontje Pierre behandelt.

Als hoofdactrice verscheen ze meermaals aan de zijde van Jules Berry (3 films), Pierre Brasseur (2), Raymond Rouleau (3) en Paul Meurisse (2). Ze deelde ook de affiche met grote (soms vooroorlogse) namen als Fernandel, Raimu, Harry Baur, Pierre Blanchar, Jean-Louis Barrault en Noël Roquevert.

### Latere carrière: draaien met zoon Georges Lautner
Tijdens de twee volgende decennia (1945-1964) werkte Saint-Cyr aan amper een dozijn films mee. Ze nam als rijpere dame wel nog steeds de vrouwelijke hoofdrol voor haar rekening. Dit was niet meer het geval vanaf het historisch epos Si Paris nous était conté (1956) waarin ze deel uitmaakte van de uitgebreide sterrencast als Eugénie de Montijo, de laatste keizerin van Frankrijk, en de historische biopic La Fayette (1962), een kaskraker in Frankrijk dat jaar, waarin ze een hertogin vertolkte.
Vanaf het midden van de jaren zestig tot het begin van de jaren negentig bestond haar filmcarrière vooral uit haar medewerking ( bijrollen) aan elf komedies van haar zoon, filmregisseur Georges Lautner. Vermeldenswaardig waren onder meer de spionagekomedie Le Monocle rit jaune (1964), sluitstuk van de trilogie gewijd aan de 'Monocle', en Quelques messieurs trop tranquilles (1973), die behoorlijk wat commerciële bijval genoot en waarin ze uitzonderlijk nog eens de hoofdrol speelde.

### Privéleven
Saint-Cyr was gehuwd met Charles-Leopold Lautner, een heel gefortuneerde zakenman en juwelier van Weense afkomst, tot aan zijn overlijden in 1938. Hun zoon was filmregisseur Georges Lautner.
Saint-Cyr overleed in 2004 op 99-jarige leeftijd.

## Filmografie (ruime selectie)
- 1933 - Les Deux Orphelines (Maurice Tourneur)
- 1933 - Toto (Jacques Tourneur)
- 1933 - D'amour et d'eau fraîche (Félix Gandera)
- 1934 - Une fois dans la vie (Max de Vaucorbeil)
- 1934 - Arlette et ses papas (Henry Roussel)
- 1934 - Le Dernier Milliardaire (René Clair)
- 1935 - L'École des cocottes (Pierre Colombier)
- 1936 - Valse royale (Jean Grémillon)
- 1936 - Le cœur dispose (Georges Lacombe)
- 1936 - Donogoo (Reinhold Schünzel en Henri Chomette)
- 1936 - Les Pattes de mouche (Jean Grémillon)
- 1936 - Les Loups entre eux (Léon Mathot)
- 1936 - Trois, six, neuf (Raymond Rouleau)
- 1937 - Paris (Jean Choux)
- 1938 - Prisons de femmes (Roger Richebé)
- 1939 - La Nuit de décembre (Curtis Bernhardt)
- 1940 - Rose scarlatte (Vittorio De Sica)
- 1942 - Madame et le mort (Louis Daquin)
- 1942 - La Symphonie fantastique (Christian-Jaque)
- 1942 - La Femme perdue (Jean Choux)
- 1943 - Marie-Martine (Albert Valentin)
- 1943 - Pierre et Jean (André Cayatte)
- 1945 - Paméla (Pierre de Hérain)
- 1946 - L'Insaisissable Frédéric (Richard Pottier)
- 1947 - Le Beau Voyage (Louis Cuny)
- 1950 - Fusillé à l'aube (André Haguet)
- 1953 - Le Chevalier de la nuit (Robert Darène)
- 1955 - Si Paris nous était conté (Sacha Guitry)
- 1962 - La Fayette (Jean Dréville)
- 1964 - Le Monocle rit jaune (Georges Lautner)
- 1967 - Fleur d'oseille (Georges Lautner)
- 1973 - Quelques messieurs trop tranquilles (Georges Lautner)
- 1974 - Vous intéressez-vous à la chose ? (Jacques Barratier)
- 1975 - Pas de problème ! (Georges Lautner)
- 1976 - On aura tout vu (Georges Lautner)
- 1978 - Ils sont fous ces sorciers (Georges Lautner)
- 1981 - Est-ce bien raisonnable ? (Georges Lautner)
- 1983 - Attention ! Une femme peut en cacher une autre (Georges Lautner)
- 1984 - Le Cowboy (Georges Lautner)
- 1989 - L'Invité surprise (Georges Lautner)
- 1992 - Room Service (Georges Lautner)

## Publicaties van Renée Saint-Cyr
- 1967 - Le Temps de vivre, Plon (roman)
- 1972 - Autopsie d'une passion, La Table ronde (roman)
- 1976 - Le Hérisson puni, Éditions France-Empire (verhalen)
- 1977 - Le Cheval emballé, Éditions France-Empire (roman)
- 1987 - Un coup de pied dans les étoiles, Plon (roman)
- 1990 - En toute mauvaise foi, Éditions du Rocher (verhalen)
- 1994 - Les amis de mes amies, Éditions de Fallois (autobiografie)
- 2002 - Les Asperges sauvages, Les Chemins de l'espérance (roman)
- 2004 - Monsieur de., Flammarion (autobiografie)

## Publicatie over Renée Saint-Cyr
- 2008 - Claude Hartman: Renée Saint-Cyr - une énigme solaire, ABM-Éditions

- Bibliothèque nationale de France: cb11923339v (data)
- Gemeinsame Normdatei: 11906684X
- International Standard Name Identifier: 0000 0000 3082 057X
- Library of Congress Control Number: n50056923
- Nederlandse Thesaurus van Auteursnamen: 071540717
- Système universitaire de documentation: 030581710
- Virtual International Authority File: 29540276
- WorldCat: E39PCjMpwqKBMTdQ9xKgKMyVBX